# Stazione di Roma Nomentana
Stazione di Roma Nomentana vasútállomás Olaszországban, Róma településen.

## Vasútvonalak
Az állomást az alábbi vasútvonalak érintik:
- Firenze–Róma-vasútvonal
- Ancona–Orte -vasútvonal

## Kapcsolódó állomások
A vasútállomáshoz az alábbi állomások vannak a legközelebb:
- Stazione di Nuovo Salario (Stazione di Orte, FL1)
- Stazione di Roma Tiburtina (Stazione di Fiumicino Aeroporto, FL1)